# 川柳将軍塚古墳
川柳将軍塚古墳（せんりゅうしょうぐんづかこふん）は、長野県長野市にある前方後円墳。善光寺平では森将軍塚古墳に次ぐ規模を誇る。名称は更級郡川柳村にちなむ。
1977年7月14日に近辺の姫塚古墳とともに国の史跡に指定された。登録名称は「川柳将軍塚古墳・姫塚古墳」。

## 概要
川柳将軍塚古墳は、善光寺平の西辺を画する断層崖上に築かれた前方後円墳で、1927年、川柳将軍塚保存会によって考古学者森本六爾の指導で発掘調査が実施された。全長は約91メートル、後円部径42メートル、前方部幅31メートルをはかり、前方部を北北東に向ける。くびれ部の西側には部分的な濠の痕跡かと思われる地形が残る。
後円部と前方部の頂部には竪穴式石室と推定される主体部がともに主軸に平行して配置されていたと伝えられる。享保年間や寛政年間（1799年）に盗掘をうけ、多数の鏡や碧玉製車輪石などが出土した（松代藩が預かったが明治の廃藩で布施神社の宝物とされた）ことが記録（信濃奇勝録等）されているが、現存するものは、倣製内行花文鏡をはじめとする鏡8面、碧玉製垂飾、勾玉、管玉、切子玉、小玉などである。付近から発掘された埴輪棺の特長から千曲川対岸の森将軍塚古墳に続く4世紀代の古墳であると思われ、豊富な副葬品をもった善光寺平最古期の古墳として重要である。

## 姫塚古墳
将軍塚古墳の北方200mに位置する前方後方墳。全長31mで未調査のため詳細不明。前方後方墳は善光寺平では稀少であり、将軍塚古墳との前後関係が重要な問題となる。